# Élections municipales de 2013 dans Coaticook
Pour un article plus général, voir Élections municipales de 2013 en Estrie.
Cet article concerne les élections municipales de 2013 en Estrie dans la municipalité régionale de comté de Coaticook.

## Barnston-Ouest
| Candidats pour la mairie | Vote            | %               |
| ------------------------ | --------------- | --------------- |
| Johnny Piszar            | Sans opposition | Sans opposition |

| Candidats conseiller #1 | Vote            | %               |
| ----------------------- | --------------- | --------------- |
| Ginette Breault         | Sans opposition | Sans opposition |

| Candidats conseiller #2 | Vote            | %               |
| ----------------------- | --------------- | --------------- |
| Ziv Przytyk             | Sans opposition | Sans opposition |

| Candidats conseiller #3 | Vote            | %               |
| ----------------------- | --------------- | --------------- |
| Virginie Ashby          | Sans opposition | Sans opposition |

| Candidats conseiller #4 | Vote            | %               |
| ----------------------- | --------------- | --------------- |
| Normand Vigneau         | Sans opposition | Sans opposition |

| Candidats conseiller #5  | Vote            | %               |
| ------------------------ | --------------- | --------------- |
| Julie Grenier (Sortante) | Sans opposition | Sans opposition |

| Candidats conseiller #6 | Vote            | %               |
| ----------------------- | --------------- | --------------- |
| Ghislaine Leblond       | Sans opposition | Sans opposition |

## Coaticook
| Candidats pour la mairie     | Vote            | %               |
| ---------------------------- | --------------- | --------------- |
| Bertrand Lamoureux (Sortant) | Sans opposition | Sans opposition |

| Candidats conseiller #1 | Vote            | %               |
| ----------------------- | --------------- | --------------- |
| Luc Marcoux             | Sans opposition | Sans opposition |

| Candidats conseiller #2 | Vote            | %               |
| ----------------------- | --------------- | --------------- |
| Sylviane Ferland        | Sans opposition | Sans opposition |

| Candidats conseiller #3 | Vote            | %               |
| ----------------------- | --------------- | --------------- |
| Guylaine Blouin         | Sans opposition | Sans opposition |

| Candidats conseiller #4  | Vote            | %               |
| ------------------------ | --------------- | --------------- |
| Raynald Drolet (Sortant) | Sans opposition | Sans opposition |

| Candidats conseiller #5 | Vote            | %               |
| ----------------------- | --------------- | --------------- |
| Simon Madore (Sortant)  | Sans opposition | Sans opposition |

| Candidats conseiller #6     | Vote            | %               |
| --------------------------- | --------------- | --------------- |
| François Lévesque (Sortant) | Sans opposition | Sans opposition |

## Compton
| Candidats pour la mairie       | Vote | %     |
| ------------------------------ | ---- | ----- |
| Bernard Vanasse                | 641  | 51,99 |
| Jacques Ferland (Sortant)      | 592  | 48,01 |
| Taux de participation : 51,5 % |      |       |

| Candidats conseiller #1   | Vote | %     |
| ------------------------- | ---- | ----- |
| Solange Masson (Sortante) | 124  | 59,90 |
| Donald Pouliot            | 83   | 40,10 |

| Candidats conseiller #2   | Vote | %     |
| ------------------------- | ---- | ----- |
| Nicole Couture (Sortante) | 123  | 76,88 |
| Claude Boucher            | 37   | 23,13 |

| Candidats conseiller #3 | Vote | %     |
| ----------------------- | ---- | ----- |
| Karl Tremblay           | 144  | 73,47 |
| Luc Demers              | 52   | 26,53 |

| Candidats conseiller #4 | Vote | %     |
| ----------------------- | ---- | ----- |
| François Rodrigue       | 144  | 69,90 |
| Yves Routhier           | 62   | 30,10 |

| Candidats conseiller #5 | Vote | %     |
| ----------------------- | ---- | ----- |
| René Jubinville         | 109  | 53,43 |
| Réjean Houle            | 95   | 46,57 |

| Candidats conseiller #6 | Vote            | %               |
| ----------------------- | --------------- | --------------- |
| Réjean Mégré (Sortant)  | Sans opposition | Sans opposition |

## Dixville
| Candidats pour la mairie | Vote            | %               |
| ------------------------ | --------------- | --------------- |
| Martin Saindon           | Sans opposition | Sans opposition |

| Candidats conseiller #1 | Vote            | %               |
| ----------------------- | --------------- | --------------- |
| Tommy Lacoste (Sortant) | Sans opposition | Sans opposition |

| Candidats conseiller #2 | Vote            | %               |
| ----------------------- | --------------- | --------------- |
| Francis Cloutier        | Sans opposition | Sans opposition |

| Candidats conseiller #3   | Vote            | %               |
| ------------------------- | --------------- | --------------- |
| Pierre Paquette (Sortant) | Sans opposition | Sans opposition |

| Candidats conseiller #4       | Vote            | %               |
| ----------------------------- | --------------- | --------------- |
| Jean-Pierre Lessard (Sortant) | Sans opposition | Sans opposition |

| Candidats conseiller #5  | Vote            | %               |
| ------------------------ | --------------- | --------------- |
| Mario Tremblay (Sortant) | Sans opposition | Sans opposition |

| Candidats conseiller #6       | Vote            | %               |
| ----------------------------- | --------------- | --------------- |
| Françoise Bouchard (Sortante) | Sans opposition | Sans opposition |

## East Hereford
| Candidats pour la mairie     | Vote            | %               |
| ---------------------------- | --------------- | --------------- |
| Richard Belleville (Sortant) | Sans opposition | Sans opposition |

| Candidats conseiller #1  | Vote            | %               |
| ------------------------ | --------------- | --------------- |
| Steve Isabelle (Sortant) | Sans opposition | Sans opposition |

| Candidats conseiller #2 | Vote            | %               |
| ----------------------- | --------------- | --------------- |
| Clément Roy             | Sans opposition | Sans opposition |

| Candidats conseiller #3 | Vote            | %               |
| ----------------------- | --------------- | --------------- |
| Sonia Côté (Sortante)   | Sans opposition | Sans opposition |

| Candidats conseiller #4       | Vote            | %               |
| ----------------------------- | --------------- | --------------- |
| Jean-Luc Jr. Beloin (Sortant) | Sans opposition | Sans opposition |

| Candidats conseiller #5 | Vote            | %               |
| ----------------------- | --------------- | --------------- |
| Linda McDuff            | Sans opposition | Sans opposition |

| Candidats conseiller #6     | Vote            | %               |
| --------------------------- | --------------- | --------------- |
| Isabelle Fillion (Sortante) | Sans opposition | Sans opposition |

## Martinville
| Candidats pour la mairie | Vote            | %               |
| ------------------------ | --------------- | --------------- |
| Réjean Masson (Sortant)  | Sans opposition | Sans opposition |

| Candidats conseiller #1    | Vote            | %               |
| -------------------------- | --------------- | --------------- |
| Catherine Viens (Sortante) | Sans opposition | Sans opposition |

| Candidats conseiller #2      | Vote            | %               |
| ---------------------------- | --------------- | --------------- |
| Christiane Paquet (Sortante) | Sans opposition | Sans opposition |

| Candidats conseiller #3 | Vote            | %               |
| ----------------------- | --------------- | --------------- |
| Sylvain Côté (Sortant)  | Sans opposition | Sans opposition |

| Candidats conseiller #4        | Vote            | %               |
| ------------------------------ | --------------- | --------------- |
| Michel-Henri Goyette (Sortant) | Sans opposition | Sans opposition |

| Candidats conseiller #5 | Vote            | %               |
| ----------------------- | --------------- | --------------- |
| Gaby Côté (Sortant)     | Sans opposition | Sans opposition |

| Candidats conseiller #6  | Vote            | %               |
| ------------------------ | --------------- | --------------- |
| Isabelle Côté (Sortante) | Sans opposition | Sans opposition |

## Saint-Herménégilde
| Candidats pour la mairie       | Vote | %    |
| ------------------------------ | ---- | ---- |
| Gérard Duteau                  | 184  | 50,0 |
| Lucie Tremblay (Sortante)      | 184  | 50,0 |
| Taux de participation : 62,2 % |      |      |

L'élection débouche sur une égalité entre les deux candidats. M. Gérard Duteau est déclaré élu par tirage au sort.
| Candidats conseiller #1 | Vote            | %               |
| ----------------------- | --------------- | --------------- |
| Réal Crête (Sortant)    | Sans opposition | Sans opposition |

| Candidats conseiller #2      | Vote | %     |
| ---------------------------- | ---- | ----- |
| Sébastien Desgagnés          | 248  | 68,51 |
| Jean-Claude Daoust (Sortant) | 114  | 31,49 |

| Candidats conseiller #3   | Vote            | %               |
| ------------------------- | --------------- | --------------- |
| Sylvie Fauteux (Sortante) | Sans opposition | Sans opposition |

| Candidats conseiller #4   | Vote            | %               |
| ------------------------- | --------------- | --------------- |
| Mario St-Pierre (Sortant) | Sans opposition | Sans opposition |

| Candidats conseiller #5       | Vote | %     |
| ----------------------------- | ---- | ----- |
| Robin Cotnoir                 | 272  | 75,14 |
| Jean-Claude Charest (Sortant) | 90   | 24,86 |

| Candidats conseiller #6 | Vote | %     |
| ----------------------- | ---- | ----- |
| Jeanne Dubois           | 269  | 73,30 |
| Ronald Massey (Sortant) | 98   | 26,70 |

## Saint-Malo
| Candidats pour la mairie       | Vote | %     |
| ------------------------------ | ---- | ----- |
| Jacques Madore (Sortant)       | 177  | 67,82 |
| Alain Tétrault                 | 84   | 32,18 |
| Taux de participation : 65,6 % |      |       |

| Candidats conseiller #1 | Vote            | %               |
| ----------------------- | --------------- | --------------- |
| Benoît Roy (Sortant)    | Sans opposition | Sans opposition |

| Candidats conseiller #2 | Vote            | %               |
| ----------------------- | --------------- | --------------- |
| Christine Riendeau      | Sans opposition | Sans opposition |

| Candidats conseiller #3 | Vote            | %               |
| ----------------------- | --------------- | --------------- |
| René Morier             | Sans opposition | Sans opposition |

| Candidats conseiller #4    | Vote            | %               |
| -------------------------- | --------------- | --------------- |
| Vincent Tremblay (Sortant) | Sans opposition | Sans opposition |

| Candidats conseiller #5   | Vote            | %               |
| ------------------------- | --------------- | --------------- |
| Robert Fontaine (Sortant) | Sans opposition | Sans opposition |

| Candidats conseiller #6 | Vote            | %               |
| ----------------------- | --------------- | --------------- |
| Marc Fontaine           | Sans opposition | Sans opposition |

## Saint-Venant-de-Paquette
| Candidats pour la mairie | Vote            | %               |
| ------------------------ | --------------- | --------------- |
| Henri Pariseau (Sortant) | Sans opposition | Sans opposition |

| Candidats conseiller #1   | Vote            | %               |
| ------------------------- | --------------- | --------------- |
| Claude Desbiens (Sortant) | Sans opposition | Sans opposition |

| Candidats conseiller #2     | Vote            | %               |
| --------------------------- | --------------- | --------------- |
| Nathalie Lacasse (Sortante) | Sans opposition | Sans opposition |

| Candidats conseiller #3   | Vote            | %               |
| ------------------------- | --------------- | --------------- |
| Daniel Gendreau (Sortant) | Sans opposition | Sans opposition |

| Candidats conseiller #4 | Vote            | %               |
| ----------------------- | --------------- | --------------- |
| Jacques Beloin          | Sans opposition | Sans opposition |

| Candidats conseiller #5     | Vote            | %               |
| --------------------------- | --------------- | --------------- |
| Isabelle Loignon (Sortante) | Sans opposition | Sans opposition |

| Candidats conseiller #6 | Vote            | %               |
| ----------------------- | --------------- | --------------- |
| Marie-Andrée Vanzeveren | Sans opposition | Sans opposition |

## Sainte-Edwidge-de-Clifton
| Candidats pour la mairie       | Vote | %     |
| ------------------------------ | ---- | ----- |
| Bernard Marion (Sortant)       | 210  | 69,54 |
| Réjean Théroux                 | 92   | 30,46 |
| Taux de participation : 78,4 % |      |       |

| Candidats conseiller #1 | Vote            | %               |
| ----------------------- | --------------- | --------------- |
| Émilie Groleau          | Sans opposition | Sans opposition |

| Candidats conseiller #2 | Vote            | %               |
| ----------------------- | --------------- | --------------- |
| Jacques Ménard          | Sans opposition | Sans opposition |

| Candidats conseiller #3     | Vote | %     |
| --------------------------- | ---- | ----- |
| Nicole Pinsonneault         | 210  | 70,23 |
| Martial Tétreault (Sortant) | 89   | 29,77 |

| Candidats conseiller #4   | Vote | %     |
| ------------------------- | ---- | ----- |
| Yvon Desrosiers (Sortant) | 155  | 51,50 |
| Claudine Lapierre         | 146  | 48,50 |

| Candidats conseiller #5        | Vote | %     |
| ------------------------------ | ---- | ----- |
| Ronald Bergeron                | 209  | 69,90 |
| Jean-Pierre Bessette (Sortant) | 90   | 30,10 |

| Candidats conseiller #6 | Vote | %     |
| ----------------------- | ---- | ----- |
| Gary Caldwell           | 198  | 65,56 |
| Jean-François Gal       | 104  | 34,44 |

## Stanstead-Est
| Candidats pour la mairie | Vote            | %               |
| ------------------------ | --------------- | --------------- |
| Gilbert Ferland          | Sans opposition | Sans opposition |

| Candidats conseiller #1 | Vote            | %               |
| ----------------------- | --------------- | --------------- |
| André Gaulin (Sortant)  | Sans opposition | Sans opposition |

| Candidats conseiller #2 | Vote            | %               |
| ----------------------- | --------------- | --------------- |
| Mathieu Laliberté       | Sans opposition | Sans opposition |

| Candidats conseiller #3 | Vote            | %               |
| ----------------------- | --------------- | --------------- |
| Rock Simard (Sortant)   | Sans opposition | Sans opposition |

| Candidats conseiller #4 | Vote            | %               |
| ----------------------- | --------------- | --------------- |
| Jean Marie Lefebvre     | Sans opposition | Sans opposition |

| Candidats conseiller #5 | Vote            | %               |
| ----------------------- | --------------- | --------------- |
| Marc-Olivier Roberge    | Sans opposition | Sans opposition |

| Candidats conseiller #6 | Vote            | %               |
| ----------------------- | --------------- | --------------- |
| William Carbonneau      | Sans opposition | Sans opposition |

## Waterville
| Candidats pour la mairie       | Vote | %     |
| ------------------------------ | ---- | ----- |
| Nathalie Dupuis                | 609  | 75,84 |
| Vincent Dionne                 | 132  | 16,44 |
| Clifford Reed                  | 62   | 7,72  |
| Taux de participation : 56,3 % |      |       |

| Candidats conseiller #1  | Vote | %     |
| ------------------------ | ---- | ----- |
| Antoine Deacon (Sortant) | 256  | 32,28 |
| Stéphane Péloquin        | 247  | 31,15 |
| Youri Pinard             | 160  | 20,18 |
| Normand Cabana           | 130  | 16,39 |

| Candidats conseiller #2 | Vote | %     |
| ----------------------- | ---- | ----- |
| Gaétan Lafond           | 511  | 66,45 |
| Michel Lamontagne       | 258  | 33,55 |

| Candidats conseiller #3 | Vote | %     |
| ----------------------- | ---- | ----- |
| Karl Hunting            | 241  | 30,54 |
| Martin Hébert           | 218  | 27,63 |
| Marc Morin              | 181  | 22,94 |
| Tracie Bachand          | 149  | 18,88 |

| Candidats conseiller #4  | Vote | %     |
| ------------------------ | ---- | ----- |
| Gordon Barnett (Sortant) | 452  | 57,14 |
| Chantal Lennon           | 254  | 32,11 |
| Gilles Goulet            | 85   | 10,75 |

| Candidats conseiller #5 | Vote | %     |
| ----------------------- | ---- | ----- |
| Gilles Charest          | 255  | 32,78 |
| Danièle Lizotte         | 186  | 23,91 |
| Denis Bergeron          | 179  | 23,01 |
| Jasmin Chabot           | 158  | 20,31 |

| Candidats conseiller #6 | Vote | %     |
| ----------------------- | ---- | ----- |
| Carole Chassé           | 547  | 68,63 |
| Yvan Foucher            | 171  | 21,46 |
| Danny Nugent            | 79   | 9,91  |